# Top secret (Buck Danny)
Pour les articles homonymes, voir Top secret.
Top secret est la vingt-deuxième histoire de la série Les Aventures de Buck Danny de Jean-Michel Charlier et Victor Hubinon. Elle est publiée pour la première fois dans le journal Spirou du no 1054 au no 1075. Puis est publiée sous forme d'album en 1960.

## Résumé
Déployé en océan Indien, et menant son entraînement de routine avec ses escorteurs , le porte-avions USS Forrestal (CVA-59), à bord duquel sert Buck Danny, s’apprête à effectuer une escale de courtoisie à Calcutta, en Inde. Mettant à profit cette occasion, le département d'État américain le charge d'effectuer auprès du gouvernement indien, une promotion commerciale du chasseur Grumman F9F-8 Cougar. Le contre-amiral Craig désigne Buck Danny et ses fidèles ailiers pour en effectuer les démonstrations en vol devant l'armée de l'Air indienne.
C'est à Shiram Airfied, situé au nord du Bengale, que Buck Danny et ses amis doivent démontrer à leurs éventuels clients indiens les qualités de leurs appareils (et les explications techniques au sol).
Dès leur arrivée à Shiram, un mystérieux messager se présentant comme "le voyageur qui vient des hauts-plateaux" parvient, juste avant d'être assassiné, à leur faire comprendre qu'un message à leur intention est contenu dans un moulin à prières thibétain (sic). Rédigé à l'encre sympathique sur les bandelettes de prières, ce message se trouve finalement (et par hasard) révélé par les rayons du soleil auxquels elles ont été fortuitement exposées.
Une fois traduit de la langue allemande dans laquelle il était rédigé, le message apparaît comme un appel au secours émanant du [Herr] Professor Von Brantz, astrophysicien et savant atomiste allemand, grand spécialiste des fusées en poste à Peenemünde.
En effet, ayant été arrêté à Königsberg, en 1945 - sans que sa véritable identité ait été percée à jour - par les Soviétiques, le Doktor Von Brantz s'est trouvé détenu pendant plusieurs années dans un Camp de prisonniers de guerre en Sibérie avant de pouvoir finalement s'en évader. Après avoir traversé toute l'Asie du Nord au cours d'un périple solitaire et épique de plus de 3 000 kilomètres parcouru pendant trois ans, le fugitif a été recueilli à l'article de la mort par des moines thibétains. Horrifiés par les projets du savant qu'ils jugent sacrilèges vis-à-vis des dieux et des génies célestes, les lamas décident alors de séquestrer von Brantz, à vie, dans un monastère isolé, afin de lui en interdire toute réalisation.
Une fois le renseignement rapporté au haut état-major (Pentagone), ce dernier considère que l'expertise du savant en matière d'astronautique est essentielle pour la sécurité (et le sort) des États-Unis. Il est donc décidé de tout mettre en œuvre pour retrouver et récupérer von Brantz. Buck Danny et ses compagnons sont donc chargés de cette mission délicate et ultra-secrète. Il s'agit d'une opération spéciale et extrêmement dangereuse car il apparaît que d'autres puissances étrangères sont également sur la piste du savant.
Munis d'une activité professionnelle de couverture (dirigeants australiens d'une compagnie privée d'avions-taxis) ils s'installent à Darjeeling, sur les contreforts de l'Himalaya. Entre les vols touristiques payés par leurs clients, ils explorent, vallée après vallée, les montagnes thibétaines. Bientôt de mystérieux attentats qui menacent leurs vies témoignent des agissements d'une puissance occulte pour les écarter de leur mission et récupérer à leur profit le savant allemand.
À la faveur d'un engagement aérien contre un "jet" militaire mais sans immatriculation, Sonny Tuckson découvre les points de repère observés depuis sa prison par von Brantz, et signalés dans son message. Une nouvelle reconnaissance dans ce secteur est aussitôt planifiée pour le lendemain. Mais la nuit même, la carte où a été positionné le repère entrevu est dérobée. Il s'agissait en fait d'une carte fantaisiste, substituée par précaution, et destinée à tromper l'ennemi. Le cambriolage a cependant tourné au drame : Tumb, aux prises avec le voleur se trouve rendu aveugle par l'effet d'un jet de poivre rouge reçu dans ses yeux.

## Contexte historique
Ce récit se situe dans le contexte de la Guerre froide et de la rivalité entre les États-Unis et l'URSS pour la conquête de l'espace. Chacun des deux camps utilise alors les chercheurs allemands à leur disposition depuis la fin de la Seconde Guerre mondiale, et le fruit de leurs recherches dans ce domaine. L'un des plus notoires est le pionnier de l'astronautique von Braun, qui a dirigé avec succès l'entreprise de la conquête de la Lune par les États-Unis.

## Personnages
Outre les trois protagonistes habituels de la série, l'épisode met en scène :
- le capitaine de frégate Marklin (un homonyme du lieutenant de vaisseau présent dans le diptyque précédent, ou bien lui-même promu… de deux rangs !)
- le contre-amiral Craig, arborant sa marque sur le porte-avions USS Forrestal (CVA-59) et déjà présent dans le diptyque précédent
- le colonel (Indian Air Force) Rahman-Sing, commandant la base aérienne de Shiram (Shiram Airfied) située au nord du Bengale, sur le Brahmapoutre.
- Herr Professor von Brantz, astrophysicien et savant atomiste allemand (évoqué au travers de son message secret, transmis sur les bandelettes d'un moulin à prières tibétain)
- Mr Harvard, adjoint au secrétaire à la Guerre des États-Unis[6]
- le général Elliot, chef de l'OSS[7]
- le général Lewis, chef des services spéciaux du Pentagone
- Tom Ray, ancien propriétaire de la compagnie d'avions-taxis « Air Safari », rachetée pour servir de couverture à Buck Danny et ses ailiers
- Rhama-Sing, Népalais, chef mécanicien d'avion de la compagnie d'avions-taxis « Air Safari ».

## Avions
- Douglas A4D-1 (A-4A) Skyhawk
- Grumman F9F-8 (F-9J) Cougar
- Piasecki HUP (UH-25B) Retriever (planche T.S.21A., case B1)
- Lockheed L-749A Constellation
- Douglas DC-3 (planche T.S.25., case A2)
- Piper J-3 Cub
- Beechcraft 18 « Twin Beech »
- (Bellanca 14-19 Cruisemaster (en))
- Mikoyan-Gourevitch MiG-21F-13 « Fishbed-C »